# Sarah Hawkshaw
Sarah Hawkshaw est une joueuse de hockey sur gazon irlandaise évoluant au poste de milieu de terrain au Railway Union Sports Club et pour l'équipe nationale irlandaise.

## Biographie
- Naissance le 4 novembre 1995 à Dublin.

## Carrière
Elle a fait partie de l'équipe nationale pour concourir aux Jeux olympiques d'été de 2020 à Tokyo.